# Салтикова Дівиця
Салтико́ва Діви́ця — село в Україні, у Куликівській селищній громаді Чернігівського району Чернігівської області. Населення становить 1040 осіб (на 2023 рік). До 2020 орган місцевого самоврядування — Салтиково-Дівицька сільська рада.

## Географія
Село розташоване на лівому березі р. Десна, за два кілометри на захід від якого збереглися залишки городища 10 — 12 ст, його етнічне походження дискусійне. 
Неподалік від села розташовані заказники: Задеснянський і Янчево-Козарівщина.

## Назва
Село отримало назву від урочища Дівиця та його власників-шляхтичів — Солтиків (по-московськи — Салтикови).
Народна етимологія традиційно ігнорує польську історію заснування Салтикової Дівиці, пропонуючі такі містифікації:
| Село належало Чернігівському козацькому ватажку Салтику. В нього була красива дочка, яка під час купання утопилася в озері. За місцевою легенду на спомин утворена сучасна назва села та назва озера — Дівиця. Населений пункт був обнесений земляним валом і глибоким ровом. Це було сотенне козацьке містечко з центральною вулицею «Хворостянка». На цій вулиці була церква і початкова школа, тут був маєток поміщика Салтика. |

## Історія

### Річ Посполита
Село засновано на території Чернігівського воєводства Речі Посполитої не пізніше 1630 року. Заснували село Василь та Павло Солтики, шляхтичі, що перейшли на службу до короля Речі Посполитої Владислава IV Вази з Московії, маючи там боярський титул. Заснуванню села передувало будівництво 1625 року нової магістралі воєводського значення — Ніжин-Чернігів.

### Гетьманат
З 1648 року населення села покозачилося і несло військово-охоронну службу. Інша частина поступово перетворилася на залежних селян.
З 1654 року — центр Салтиково-Дівицької сотні Ніжинського полку.
Значних руйнувань населений пункт зазнав 1663 року, коли польський король Ян II Казимир здійснив похід на території Гетьманщини, яка була розташована на колишніх землях Чернігівського воєводства Речі Посполитої.
Як згадує Літопис Самовидця:
З 1782 року полково-сотенний устрій ліквідовано.

### Російська імперія
Рід сотників Селецьких зберіг свої маєтки та вплив. Родині належало понад 1000 га орної землі та луків. Один з них Селецький Михайло Вікторович в 1907-15рр. був віце-губернатором Люблінської губернії. Інші представники колишньої сотенної старшини та їх нащадки також перетворились на поміщиків. Зокрема Шендюх та Лепський мали землі до 1000 га і лише третина земельних угідь належала селянам, з яких багато зовсім не мали земельних наділів. Населення займалося вирощуванням тютюну, який закупляли купці і відправляли на фабрики.
1859 року у козацькому та власницькому містечку Чернігівського повіту Чернігівської губернії, мешкало 1480 осіб (709 чоловічої статі та 771 — жіночої), налічувалось 177 дворових господарств, існували 2 православні церкви, базари 2 ярмарки на рік.
Станом на 1885 рік у колишньому козацькому та власницькому містечку Салтиково-Дівицької волості мешкало 2175 осіб, налічувалось 353 дворових господарства, існували православна церква, школа, 4 постоялих двори, 4 лавки, 13 вітряних млинів, 2 маслобійних заводи, відбувались базари по понеділках і 2 щорічних ярмарки.
За переписом 1897 року кількість мешканців зросла до 2510 осіб (1246 чоловічої статі та 1264 — жіночої), з яких 2380 — православної віри.

### Після 1917 року
З 1917 — у складі УНР.
2 листопада 1918 р. Салтиково-Дівицькій вищій початковій школі присвоєно ім'я Тараса Шевченка.
12 червня 2020 року, відповідно до розпорядження Кабінету Міністрів України № 730-р «Про визначення адміністративних центрів та затвердження територій територіальних громад Чернігівської області», село увійшло до складу Куликівської селищної громади.
19 липня 2020 року, в результаті адміністративно-територіальної реформи та ліквідації Куликівського району, село увійшло до складу Чернігівського району.

## Населення

### Мова
Розподіл населення за рідною мовою за даними перепису 2001 року:
| Мова       | Кількість | Відсоток |
| ---------- | --------- | -------- |
| українська | 1445      | 98.97%   |
| російська  | 14        | 0.96%    |
| білоруська | 1         | 0.07%    |
| Усього     | 1460      | 100%     |

## Відомі люди
- Андрієвський Степан Семенович — лікар, вчений, державний діяч.
- Симанов Іван Михайлович — депутат Верховної Ради УРСР 11-го скликання.